# Il'ja Vlasov
Il'ja Sergeevič Vlasov (in russo Илья Сергеевич Власов?; Kumertau, 3 agosto 1995) è un pallavolista russo, centrale della Dinamo Mosca.

## Palmarès

### Club
- Campionato russo: 1

Dinamo Mosca: 2020-2021
- Coppa di Russia: 1

Dinamo Mosca: 2020
- Supercoppa russa: 1

Dinamo Mosca: 2021
- Challenge Cup: 1

Fakel: 2016-2017
- Coppa CEV: 1

Dinamo Mosca: 2020-2021

### Nazionale (competizioni minori)
- Campionato europeo Under-19 2013
- Campionato europeo Under-20 2014
- Giochi europei 2015
- Universiade 2015
- Memorial Hubert Wagner 2018

### Premi individuali
- 2013 - Campionato europeo Under-19: Miglior muro